# Ernst von Beulwitz
Wilhelm Georg Ernst Beulwitz, seit 1901 Ritter von Beulwitz, (* 25. März 1844 in Hof; † 1. Juli 1904 in Augsburg) war ein bayerischer Generalmajor.

## Leben
Er ist der Sohn des Postoffizials Woldemar Beulwitz. Nach dem Schulbesuch schlug er eine Militärlaufbahn in der Bayerischen Armee ein und war vom 24. September 1894 bis 20. März 1900 Kommandeur der 2. Kavallerie-Brigade. 1901 wurde Beulwitz mit dem Ritterkreuz des Verdienstordens der Bayerischen Krone ausgezeichnet. Damit verbunden war die Erhebung in den persönlichen Adel und er durfte sich nach Eintragung in die Adelsmatrikel "Ritter von Beulwitz" nennen.
Verheiratet war er seit 1885 mit Eugenie Rächl (* 1863).